# 서포중학교 (경남)
서포중학교(西浦中學校)는 대한민국 경상남도 사천시 서포면 구평리에 있는 공립 중학교이다.

## 학교 연혁
- 1955년 6월 20일 : 도립중학교 3학급 인가
- 1955년 9월 26일 : 개교
- 1957년 3월 25일 : 제1회 졸업(25명)
- 2019년 3월 1일 : 행복맞이 학교 운영(2019학년도, 2020학년도)
- 2021년 3월 1일 : 행복학교 지정 (2021학년도~2024학년도)
- 2022년 12월 30일 : 제67회 졸업(졸업생 13명, 총 6,804명)
- 2023년 3월 2일 : 2023학년도 입학(신입생 6명)
- 2023년 9월 1일 : 제28대 이은지 교장 부임

## 참고 자료
- 서포중학교 - 한국교육학술정보원 학교알리미